# Abel Ernesto Herrera
Abel Ernesto Herrera (Avellaneda, Buenos Aires, 8 de mayo de 1955) es un exfutbolista y entrenador argentino. Es el jugador que más partidos oficiales disputó en la Primera División de Estudiantes de La Plata, único club en el que se desempeñó durante su extensa carrera profesional.

## Trayectoria

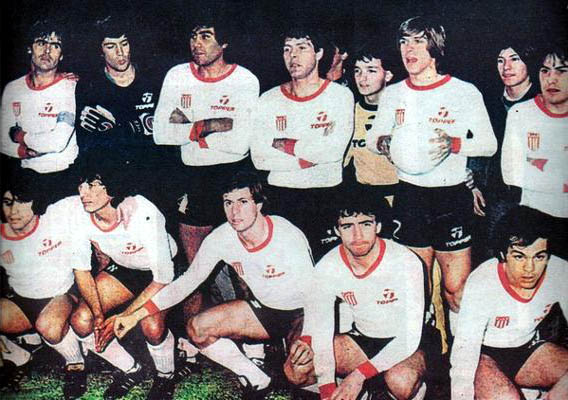
Abel Herrera, arriba a la derecha, en el plantel de Estudiantes de La Plata campeón en 1983.

Surgido de sus divisiones juveniles, realizó toda su carrera como futbolista en Estudiantes de La Plata. Debutó en 1972, durante el Reclasificatorio del Torneo Metropolitano de ese año, y hasta su retiro en 1988 disputó 467 encuentros con la camiseta del equipo platense, siendo el jugador con mayor cantidad de presencias en la historia del club en partidos oficiales de Primera División. También sumó 16 encuentros oficiales en torneos internacionales de CONMEBOL.
Siempre como marcador de punta, profundizaba su juego en la velocidad y la proyección por el lateral izquierdo, virtud que aprovechaba por su baja estatura y su pequeño físico.
Fue una de las figuras del plantel que se consagró bicampeón de Primera División tras ganar el Torneo Metropolitano 1982 y el Nacional 1983 bajo la conducción de Carlos Salvador Bilardo y Eduardo Luján Manera, respectivamente.
Retirado de la práctica deportiva, tuvo un breve paso como entrenador en equipos del ascenso del fútbol argentino y como técnico interino de Estudiantes, donde también trabajó en las divisiones juveniles.

## Clubes

### Como jugador
| Club                    | País      | Año       |
| ----------------------- | --------- | --------- |
| Estudiantes de La Plata | Argentina | 1972-1988 |

## Palmarés

### Como jugador
| Título           | Club                    | País      | Año    |
| ---------------- | ----------------------- | --------- | ------ |
| Primera División | Estudiantes de La Plata | Argentina | M-1982 |
| Primera División | Estudiantes de La Plata | Argentina | N-1983 |